# Alonso Enríquez de Guzmán (escritor)
Alonso Enríquez de Guzmán (Sevilla, 1499-Úbeda, provincia de Jaén, 1547) fue un caballero contino de Carlos I, gobernador de Mallorca, militar en Perú y cronista de Indias.

## Biografía
Pertenecía a una familia de rancia prosapia, descendiente del rey Enrique II de Castilla y emparentada con las casas de Medina Sidonia y de Niebla, pero venida a menos por las deudas. Como él mismo contó en su autobiografía, que lleva por nombre Libro de la vida y costumbre de don Alonso Enríquez, caballero noble y desbaratado, llevó una vida novelesca y aventurera y anduvo muchos años por Europa metido en las guerras de Italia. En 1520, con apenas veintiún años de edad, se embarcó en Sicilia en la armada de Hugo de Moncada que atacó la isla africana de Djerba, entonces conocida como los Gelves. En 1523 luchó en las tropas imperiales contra las Germanías en Mallorca y posteriormente viajó por Europa con tantas penurias que incluso se vio obligado a mendigar; en Colonia (Alemania), se hizo pasar por judío para obtener la ayuda de los asquenazíes. De regreso en Castilla Carlos I lo nombró contino o criado de su casa, pero tuvo problemas con el conde de Nassau y terminó cuatro años preso en Melilla. Pero salió rehabilitado e incluso volvió a su cargo de contino y fue nombrado gobernador de Mallorca.
En 1534 decidió pasar a las Indias y al año siguiente ya estaba en Perú, donde asistió a las guerras civiles entre los partidarios de Diego de Almagro (almagristas) y los hermanos de Francisco Pizarro o pizarristas, Hernando y Gonzalo. Él fue almagrista y cuando Diego de Almagro lo envió a negociar con Alvarado, fue apresado y encadenado; al perder los almagristas en la batalla de las Salinas (1538) fue condenado en firme y encarcelado. Logró sin embargo evadir la pena de muerte a cambio de ser desterrado a cumplir su pena en la Península, adonde volvió en 1540; litigó para lograr su libertad, que obtuvo en poco tiempo, y en España defendió la memoria de Diego de Almagro y dedicó romances a su ejecución e incluso un hermoso epilio en coplas reales de dodecasílabos que incluyó en sus memorias y declara no haber compuesto él.
Escribió una crónica de su vida y vivencias que tiene algunos pasajes casi de novela picaresca, Libro de la vida y costumbre de don Alonso Enríquez, caballero noble y desbaratado. Solo se imprimió en fecha moderna (1862) y luego en el tomo LXXXV de la Colección de documentos inéditos para la historia de España (1886). Ya en el siglo XX, el hispanista Hayward Keniston hizo una excelente edición con un gran estudio preliminar bajo el título de Libro de la vida y costumbres de D. Alonso Henríquez de Guzmán, Madrid, Atlas, 1960 (Biblioteca de Autores Españoles, n.º 126).